# 都山设治局
都山设治局，民國時設置於河北省的設治局，位于河北东北部，今河北省青龙满族自治县。

## 历史沿革
民国二十年（1931年），由迁安县和抚宁县的长城以北地区析置，局所驻大丈子，下辖六区。1933年，日军进攻热河省及长城一线，长城战役开始。5月，签署塘沽协定，长城以北地区为满洲国实际控制。7月，筹建青龙县公署。8月11日，都山设治局升县并更名为青龙县，属热河省。